# 新彪遵
新彪遵（意为“白象岛镇”），是缅甸马圭省敏巫縣沙林镇区下辖的一个镇。该镇是缅甸著名的马铃薯产区。该镇曾是華僑菜农聚居区，有大批副食品如蔬菜、豆類供應沿江各城市，亦曾建有新彪遵維新小學。辛亥革命时期，当地华侨曾建立同盟会新彪遵分会。